# Atelopus andinus
Atelopus andinus hoặc Andes Stubfoot Toad là một loài cóc thuộc họ Bufonidae. Đây là loài đặc hữu của Peru.

## Môi trường sống và tập tính
Môi trường sống của chúng là trong rừng nguyên sinh nhiệt đới cận núi và sông ngòi. Hầu hết các mẫu vật đều được tìm thấy ở gần suối. Việc sinh sản dự kiến sẽ diễn ra ở các dòng suối chảy siết, cho sự phát triển của nòng nọc. Loài này được cho là dễ bị thay đổi môi trường sống và do đó dự kiến sẽ không xuất hiện trong bất kỳ môi trường sống bị biến đổi hoặc suy thoái nào.

## Dân số
Các quần thể đều khỏe manh và chúng không hiếm, tương đối dễ tìm đã được tìm thấy ở vùng Río Biabo vào năm 2000 và vào năm 2004 gần Iquitos. Vào năm 2005, loài này lần đầu tiên được báo cáo ở phía tây nam của vùng đệm Parque Nacional Cordillera Azul trong chuyến thám hiểm của Centro de Conservación, Investigación y Manejo de Áreas Naturales (CIMA) và Trụ sở Parque Nacional Cordillera Azul (Martínez Ruiz 2008). Các cuộc khảo sát trong tháng 6 năm 2007 và tháng 1 năm 2008 đã ghi nhận 68 mẫu vật sau đó được xác định là loài này. 66 cá thể được ghi lại bằng cách sử dụng các cuộc khảo sát gặp gỡ trực quan trên 21 đường cắt ngang.